# Partsimaanjärvi
Partsimaanjärvi är en sjö i kommunen Mäntyharju i landskapet Södra Savolax i Finland. Sjön ligger 97,5 meter över havet. Arean är 90 hektar och strandlinjen är 6,18 kilometer lång. Sjön  ingår i Vuoksens huvudavrinningsområde.   Den ligger omkring 52 kilometer söder om S:t Michel och omkring 160 kilometer nordöst om Helsingfors. 